# Baccaurea multiflora
Baccaurea multiflora är en emblikaväxtart som beskrevs av William Burck och Johannes Jacobus Smith. Baccaurea multiflora ingår i släktet Baccaurea och familjen emblikaväxter.
Artens utbredningsområde är Sumatera. Inga underarter finns listade i Catalogue of Life.